# Mehr News Agency
La Mehr News Agency (en persa: خبرگزاري مهر‎, acrónimo Mehr o MNA ) es una agencia de noticias iraní. Fundada en junio de 2003, tiene su sede en Teherán. "Mehr" mantiene servicios en persa, inglés, árabe y urdu. El sitio web contiene también artículos en alemán y turco. Forma parte de la Organización de Diseminación de la Ideología Islámica de Irán (IIDO), que fue fundada para promover la ideología del Islam.
Muchos otros medios internacionales la describen como "semi-oficial", y los analistas dicen que tiene estrechos vínculos con el ayatolá Seyyed Alí Jamenei. La agencia está presidida desde 2019 por Mohammad Shojaeian, quien también es el director del periódico Tehran Times, que está al servicio del gobierno iraní.
Ha sido criticada por la organización estadounidense pro-Israel Anti-Defamation League como un "megáfono para notorios negadores del Holocausto" por haber difundido entrevistas con varios conocidos negadores del Holocausto, como el neonazi Robert Faurisson. "Mehr" también publicó una entrevista con Noam Chomsky, un crítico de la política exterior estadounidense.